# 23162 Alexcrook
23162 Alexcrook là một tiểu hành tinh vành đai chính với chu kỳ quỹ đạo là 1410.6172379 ngày (3.86 năm).
Nó được phát hiện ngày 30 tháng 3 năm 2000.